# Філадельфійський експеримент (фільм)
«Філадельфійський експеримент» (англ. The Philadelphia Experiment) — американський фантастичний фільм 1984 року, заснований на легенді про однойменний експеримент.
Друга світова війна. Випробовується обладнання, що робить американські військові кораблі невидимими для радарів супротивника. Під час цих експериментів зникає один бойовий корабель, а два моряки виявляються закинутими в 1984 рік.
У 1993 році вийшло продовження, «Філадельфійський експеримент II».

## Сюжет
У 1943 році моряки ВМС США Девід Гердег і Джим Паркер служать на борту ескортного есмінця USS «Елдрідж», пришвартованого у Філадельфії. Доктор Джеймс Лонгстріт і його команда проводять експеримент, щоб зробити корабель невидимим для радарів. Обладнання перевантажується і Девід та Джим безуспішно намагаються зупинити експеримент. Обоє стрибають за борт, щоб и врятуватися.
Пролетівши крізь вихор, вони опиняються вночі в холодній пустелі. Налякані появою вертольота, обоє тікають, а Джим натикається на електричний паркан і ледве не гине. Згодом вони знаходять дорогу до придорожньої закусочної. Чоловіки здивовані виглядом відвідувачів і телевізором, і спершу думають, що опинилися під дією якихось наркотиків. Рука Джима випускає електричний розряд, що псує техніку навколо та спричиняє сварку з власником закусочної. Тікаючи, Девід і Джим беруть у заручники жінку на ім'я Еллісон і змушують її довезти їх до найближчої військової бази. Їх шокує повідомлення, що зараз 1984 рік. Через переслідування поліцією стається аварія. Джима, який страждає від судом, госпіталізують, а потім він зникає в спаласі світла. Девід розповідає лікареві про своє переміщення в часі, але той не вірить. Тоді Девід вирішує тікати і Еллісон приєднується до нього.
Дізнавшись, що вони перебувають поблизу місця народження Джима, Санта-Пауло, Каліфорнія, Девід вирішує спробувати знайти його сім'ю. Дружина Джима, Памела, досі жива, хоч і постаріла, і одразу впізнає Девіда. Вона каже, що «Елдрідж» знову з'явився за кілька хвилин після зникнення. Джим був на борту, але його покарали за розповідь про наслідки експерименту. Девід дізнається, що про його повернення в 1943 рік нічого не відомо. Потім він бачить постарілого Джима за вікном, але той відмовляється з ним говорити. В той час околиці накриває гроза, що довго не вщухає.
Поліція продовжує переслідування Девіда з Еліссон і одне авто в результаті розбивається. Девід витягує з уламків документи, в яких згадується Лонгстріт. Згадавши, що Лонгстріт брав участь у Філадельфійському експерименті в 1943 році, Девід вирішує розшукати його в 1984. В дорозі Девід і Еллісон закохуються та спиняються в готелі. Девід читає в журналі як змінився світ.
У той же час виявляється, що в 1984 році Лонгстріт спробував повторити експеримент, але цього разу, щоб створити щит для захисту від атаки міжконтинентальних балістичних ракет. Під час випробувань захищене місто зникло в «гіперпросторі». На його місці утворився вихор, який затягує матерію і спричиняє грозу, що дедалі сильнішає. Лонгстріт передбачає, що вихор ростиме, і його щось тримає саме в тому місці. Запущена в вихор ракета виявляє всередині «Елдрідж» і місто. Вони припускають, що два експерименти сполучили точки в просторі-часі і вихор між ними підтримується генератором корабля.
Девід захоплює службовця в будинку Лонгстріта й змушує вченого відвести його на базу. Лонгстріт пояснює, що «Елдрідж» повернувся до Філадельфії в 1943 році незадовго після того, як Девід вимкнув генератор. Тому Девід повинен пройти через вихор до «Елдріджа» та припинити експеримент, замкнувши кільце історії, інакше вихор знищить Землю.
Лонгстріт дає Девіду скафандр і катапультує його у вихор зі всюдихода. Девід приземляється на палубу «Елдріджа», повертається в генераторну кімнату і розбиває пожежною сокирою електронні лампи. Генератор вимикається, і Девід знаходить Джима. Переконавшись, що з Джимом усе гаразд, Девід каже йому, що повернеться в 1984 рік аби жити з Еліссон. Він стрибає за борт і зникає. В 1943 році молодий Лонгстріт та інші спостерігають, як «Елдрідж» знову з'являється у Філадельфії, але екіпаж отримав важкі опіки, а дехто опинилися всередині металевих конструкцій.
У 1984 році зникле місто знову з'являється, Еллісон поспішає туди й обіймає Девіда.

## У ролях
- Майкл Паре — Девід Хердег
- Ненсі Аллен — Еллісон Хейс
- Ерік Крістмас — доктор Джеймс Лонгстріт
- Боббі Ді Чікко — Джим Паркер
- Луїза Летем — Памела
- Кін Холлідей — майор Кларк
- Джо Дорсі — шериф Бейтс
- Майкл Каррі — Магнуссен
- Стівен Тоболовскі — Барні
- Гері Брокетт — ад'ютант / Ендрюс
- Дебра Тройер — молода Памела
- Майлз МакНамара — молодий Лонгстріт
- Ральф Манза — старий Джим
- Джеймс Еджком — директор Бойєр
- Гленн Моршауер — механік
- Родні Солсберрі — доктор
- Вівіан Браун — Ма Вілліс
- Стефані Фолкнер — диктор 1
- Ед Бейкі — Па Вілліс
- Майкл Віллані — диктор 2

## Оцінки й відгуки
На агрегаторі Rotten Tomatoes фільм отримав 50 % схвальних рецензій критиків. Позитивні оцінки поставили 40 % пересічних глядачів.
За словами Джанет Маслін із «The New York Times», у фільмі замало уваги приділено тому, як прибульці з 1943 року сприймають світ 1984. Там є «лише побіжна спроба» показати наслідки зустрічі з друзями та родичами, які постаріли на 41 рік, натомість розвивається передбачуваний роман між Еліссон і Девідом. За словами критика, «Це приємний, але досить стандартний фільм».
Згідно з TV Guide, «Попри те, що цей фільм переповнений псевдонауковими вигадками, йому все ще вдається бути розважальним і жартівливим, особливо коли герої 40-х намагаються впоратися з життям 80-х».
У огляді Horrornews описувалося: «Фільм справді вразив багатьох, хто протягом багатьох років зараховували його до категорії культових фільмів, які поєднують драму та наукову фантастику». Можливо — через легенди про реальність Філадельфійського експерименту. Попри те фільм застарів через технології зйомок 1980-х років.